# Comuna de Kłecko
Kłecko (polaco: Gmina Kłecko) é uma gminy (comuna) na Polónia, na voivodia de Grande Polónia e no condado de Gnieźnieński. A sede do condado é a cidade de Kłecko.
De acordo com os censos de 2004, a comuna tem 7615 habitantes, com uma densidade 57,8 hab/km².

## Área
Estende-se por uma área de 131,7 km², incluindo:
- área agricola: 86%
- área florestal: 5%

## Demografia
Dados de 30 de Junho 2004:
|                      | Total   | Total | Mulheres | Mulheres | Homens  | Homens |
| -------------------- | ------- | ----- | -------- | -------- | ------- | ------ |
|                      | pessoas | %     | pessoas  | %        | pessoas | %      |
| População            | 7615    | 100   | 3841     | 50,4     | 3774    | 49,6   |
| Densidade (pop./km²) | 57,8    | 100   | 29,2     | 29,2     | 28,7    | 28,7   |

De acordo com dados de 2002, o rendimento médio per capita ascendia a 1390,9 zł.

## Subdivisões
- Bielawy, Biskupice, Bojanice, Brzozogaj, Charbowo, Czechy, Dębnica, Działyń, Dziećmiarki, Gorzuchowo,Kamieniec, Komorowo, Michalcza, Polska Wieś, Pomarzany, Sulin, Świniary, Ułanowo, Waliszewo, Wilkowyja, Zakrzewo.

## Comunas vizinhas
- Gniezno, Kiszkowo, Łubowo, Mieleszyn, Mieścisko, Skoki